# RG-41

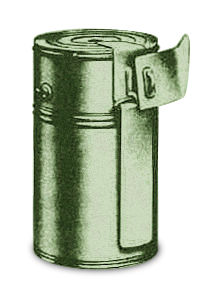
Desenho de uma granada RG-41

A RG-41 soviética foi uma granada de fragmentação desenvolvida durante a Segunda Guerra Mundial. Esteve em produção por pouco tempo, de 1941 a 1942, antes de ser substituída pela RG-42.
Continha uma carga de alto explosivo de 150 g em uma lata cilíndrica; o peso total era de cerca de 440 gramas. A granada poderia ser lançada a cerca de 30 a 50 metros; o raio letal era de até 5 metros; o raio letal máximo era de até 15 metros.